# Lorscher Arzneibuch

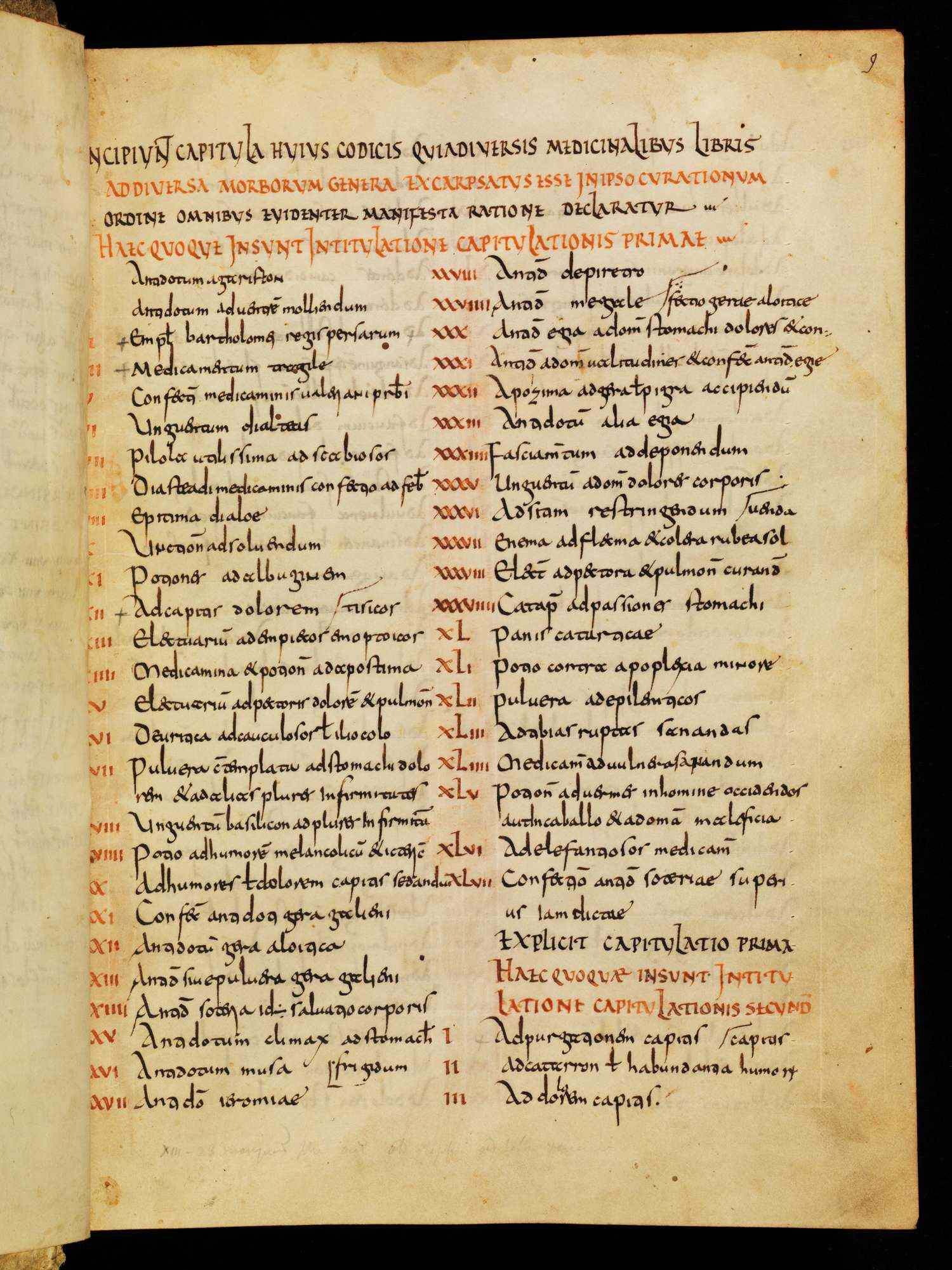
Inhaltsangabe (Blatt 9 recto)

Das Lorscher Arzneibuch ist eine umfangreiche, im Kloster Lorsch verfasste medizinische Handschrift aus der Zeit Karls des Großen, entstanden wahrscheinlich um 785. Es ist das älteste erhaltene Buch zur Klostermedizin aus dem abendländischen Frühmittelalter bzw. das älteste erhaltene medizinische Buch Deutschlands. Geschrieben wurde das 482 Rezepturen enthaltende Arzneibuch unter benediktinischer Ägide in lateinischer Sprache im Kloster Lorsch (heute Landkreis Bergstraße, Hessen), wohl unter Richbod, dem Abt der Reichsabtei. Seit Anfang des 11. Jahrhunderts befindet es sich in Bamberg und wird heute in der Staatsbibliothek Bamberg unter der Signatur Msc.Med.1 (alte Signatur: L.III.8) verwahrt. Am Institut für Geschichte der Medizin der Universität Würzburg wurde von Ulrich Stoll und Gundolf Keil die Handschrift in einem dreijährigen Projekt bis 1989 faksimiliert, ediert und ins Deutsche übersetzt. Seit Juni 2013 gehört das Lorscher Arzneibuch zum UNESCO-Weltdokumentenerbe. Das Lorscher Arzneibuch ist als planmäßig angelegtes heilkundliches Kompendium das älteste deutsche Arzneibuch.

## Herkunft und Geschichte
Das Lorscher Arzneibuch – so erstmals benannt von dem Würzburger Medizinhistoriker Gundolf Keil – wurde früher auch als Codex Bamberginsis medicinalis 1 (auch Bamberger Codex Med. 1) bezeichnet und wurde von mehreren Händen im Benediktinerkloster Lorsch geschrieben. Dies konnte, ebenso wie die Datierung ins ausgehende 8. Jahrhundert, aufgrund der karolingischen Minuskelschrift im älteren Lorscher Stil durch den Paläographen Bernhard Bischoff bereits vor 1964 nachgewiesen werden. (Bis 1913 ging man meist von einer Entstehung auf romanischem, insbesondere französischem oder italienischem Gebiet aus). Karl Sudhoff, der den Entstehungsort des Kodex bereits im deutschen Sprachraum vermutete, hatte über den erstmals im 19. Jahrhundert wissenschaftlich wahrgenommenen Bamberger Kodex bereits in den Jahren von 1913 bis 1915 publiziert.
Die Datierung des Lorscher Arzneibuchs ist umstritten. Sie schwankt zwischen dem ausgehenden 8. und dem beginnenden 9. Jahrhundert. Bernhard Bischoff datierte die Handschrift zunächst auf „zwischen 781 und 783“ und „nur wenig über 800“, später dann auf „IX. Jh. Anfang“. Gundolf Keil datierte ihre Anlage anfangs um das Jahr 795, ging später auf 792, dann auf 790 zurück und sprach sich zuletzt für die Zeit „um 788“ aus. Klaus-Dietrich Fischer, ebenfalls Medizinhistoriker, widersprach Keils Argumenten und bezog sich für die zeitliche Einordnung wiederum auf Bischoff.
Der Bamberger Kodex enthält zudem althochdeutsche Glossen rheinfränkischer Herkunft. Diese Rezeptnachträge und Vermerke (zum Beispiel „petriniola id est uuizebluomon“ im gräko-lateinischen Pflanzenglossar) zeugen von fortdauernder Benutzung im 9. und 10. Jahrhundert.
Die Handschrift enthält auf einer halbleeren Seite (Blatt 42v) das einzige bekannte (Teil-)Verzeichnis einer kaiserlichen Bibliothek des Frühmittelalters, niedergeschrieben durch Leo von Vercelli (gestorben 1026), den Lehrer und Vertrauten Kaiser Ottos III. Diese Bücherliste erlaubt es auch, die Geschichte des Lorscher Arzneibuches weitgehend zu rekonstruieren: Nach dem frühen Tod Kaiser Ottos III. im Jahre 1002 kam die Handschrift aus dessen in den Besitz seines Nachfolgers Kaiser Heinrich II., der sie der Dombibliothek des von ihm im Jahr 1007 gegründeten Bistums Bamberg schenkte. Von dort gelangte der (im Auftrag des Dompropstes Johann Christoph Neustetter genannt Stürmer und des Domdechanten Hektor von Kotzau) 1611 neu gebundene Kodex im Zuge der Säkularisation 1803 in die Kurfürstliche Bibliothek Bamberg, die heutige Staatsbibliothek Bamberg, wo die Handschrift unter der Signatur Msc.Med.1 verwahrt wird.
Umfassend wissenschaftlich untersucht wurde die erstmals 1831 beschriebene, ab 1863 dann zunächst nur wenigen Fachleuten bekannte Handschrift in den 1980er Jahren vom Institut für Geschichte der Medizin der Universität Würzburg. Ergebnisse der Untersuchungen wurden 1989 im Rahmen eines Symposiums in Lorsch vorgetragen, im selben Jahr wurde eine zweibändige Ausgabe mit einer Reproduktion der Handschrift und einer Übersetzung herausgegeben. Eine populärwissenschaftliche Einführung in den Codex erschien ebenfalls 1989, eine Dissertation mit Text, Übersetzung und Fachglossar 1992.

## Inhalt, Quellen und Aufbau
Das Lorscher Arzneibuch umfasst 75 Kalbspergamentblätter im Format 32 × 22,5 cm, die einspaltig mit 32 bis 33 Zeilen dicht beschrieben sind. Ursprünglich bestand der Kodex aus 107 Blättern (Die Verluste traten erst nach dem Frühmittelalter, aber vor 1611 auf). Die medizinisch-pharmazeutische Handschrift erweist sich als ein planmäßig angelegtes Kompendium, konzipiert als Nachschlagewerk für die praktische Alltagsarbeit eines Klostermediziners sowie auch als einführendes Lehrbuch ohne eigenständigen chirurgischen Teil. Den Hauptteil (ab Blatt 17) bildet eine Sammlung von 482 Rezepturen griechisch-römischer Tradition. Beschrieben werden die Zutaten, die Herstellung und die Anwendung der Arzneimittel. Eingebettet ist diese als sowohl Kurzrezepte (Rezeptarium) wie Vollrezepte (genannt „Antidotarium“) enthaltendes (pharmakographisches) Rezeptar angelegte Rezeptsammlung in Abhandlungen zur Medizingeschichte sowie zur ärztlichen Ethik.
Direkt als Quellen nachweisen lassen sich die Physica Plinii (6./7. Jahrhundert), die Byzantinische Medizin sowie die im 7. Jahrhundert erschienenen Schriften des sogenannten „Aurelius Aesculapius“ bzw. Aurelius-Escolapius oder Esculapius (De acutis   passionibus von Aurelius, bzw. Caelius Aurelianus, und De acutis et chronicis morbis von Aesculapius, bzw. demselben.). Indirekt (über die Byzantinische Medizin) flossen in den Codex auch Werke des Dioskurides (De Materia medica, einem pharmakographischen Herbar) und Galenos ein sowie (über die Physica Plinii) die im 4. Jahrhundert entstandene Medicina Plinii.
Die einzelnen Textsegmente:

### Vorwort: Rechtfertigung der Heilkunde (Defensio artis medicinae)
Im Vorwort (Blatt 1r bis 5r) wird die Heilkunst gegen Vorbehalte namhafter Christen verteidigt, die in ihr einen unzulässigen Eingriff in den göttlichen Heilsplan sahen. Die Argumentation dieser Verteidigung bzw. Rechtfertigung der Heilkunde zielt demgegenüber darauf ab, das ärztliche Handeln geradezu als ein Gebot christlich gebotener Nächstenliebe zu bestimmen.
Hierzu stützt sich der Verfasser auf christlich-autoritative Texte seiner Zeit.

### Carmen (Versus seu Carmina)
Es folgen auf Blatt 5r Kosmas-und-Damian-Verse, welche die im Vorwort behandelte Thematik der Verteidigung der Heilkunde fortsetzen und ergänzen. Herangezogen werden verschiedene Quellen wie Isidor und Marcellus Empiricus, die Personalautoritäten Hippokrates und Galen werden auf eine ähnliche Stufe neben die Heiligen Kosmas und Damian gestellt. Bei diesem Segment handelt es sich quasi um eine Medizinalordnung in Versform. Es wird vom Autor als Teil seines medizinalpolitischen Anliegens die Forderung erhoben, dass die Heilkunst nicht nur den Reichen, sondern gleichermaßen den Armen zugänglich sein müsse. Empfohlen wird außerdem, nicht nur die teuren Heilpflanzen und Drogen aus dem Orient, sondern zur Kostendämpfung auch ebenso wirksame einheimische Arzneimittel zu verwenden.

### Einführung in die Medizin (Initia medicinae)
Dieses Segment behandelt auf Blatt 6r die Geschichte der Medizin, die Anatomie sowie den hippokratischen Eid.

### Die Fragen von Aristoteles (Problemata Aristotelis)
Pseudo-aristotelische Sammlung heilkundlicher Aufgaben in Frage- und Antwortform auf den Blättern 6v bis 7v.

### Der astrologischen Literatur nahestehende Vertreter literarischer Kleinformen
Diese Schriften zur Heilkunde im Monats- bzw. Jahresablauf enthalten auf Blatt 8r unter anderem „Kritische Tage“ (Dies incerti, die jüngere Form der „Verworfenen Tage“) und „Ägyptische Tage“ (Dies aegyptiaci, die ältere Form der monatsbezogenenen „Verworfenen Tage“) als Beitrag zur Prognostik sowie diätetisch relevante Texte zum Monatstrank (Hippocras oder lûtertranc), und ergänzend dazu im 2. Rezeptbuch auf Blatt 38v bis 41v, zu einem Vierjahreszeiten-Trank („Lautertrank“) und zu Zwölfmonatsregeln (Regimen duodecim mensium).

### Austauschliste (Antemballomena sive De succedaneis)
Auf den Blättern 8v bis 17r finden sich pharmakologische und pharmazeutische Abhandlungen. Fragmentarisch werden als Quid-pro-quo-Drogenaustauschliste (antemballomena) zunächst für viele Arzneidrogen Alternativen angegeben.

### Inhaltsverzeichnis (Conspectus curationum capitulationibus V comprehensorum)
Ein nahezu vollständiges Verzeichnis aller der im Werk enthaltenen Rezepte (Inhaltsverzeichnis der zusammengesetzten Arzneimittel in den später folgenden fünf Büchern capitulationes) findet sich auf Blatt 9r bis 15r.

### Gräko-lateinisches Glossar (Hermeneumata sive Glossarium pigmentorum vel herbarum)
Eine Liste von Arzneidrogen mit griechischen und lateinischen Synonymen ist als Verzeichnis einfacher Arzneimittel (pigmenta vel herbae) bzw. Kräuterglossar auf den Blättern 15v bis 17r niedergeschrieben.

### Exzerpte (Epistula Vindiciani ad Pentadium)
Vor der folgenden Rezeptsammlung sind als Blattfüllsel (Blatt 17r) noch humoralpathologische Exzerpte aus Vindizians Lehrbrief an Pentadius aufgeführt.

### Rezeptsammlung (Curationes capitulationibus V comprehensae)
In fünf Bücher untergliedert finden sich auf den Blättern 17v bis 70v insgesamt 482 Rezepte, die in ihrer Komplexität stark variieren. Behandelt werden in diesen therapeutisch-pharmazeutischen Rezeptbüchern insbesondere Arzneiformen wie Tränke, Latwerge, Pillen, Pflaster, Umschläge, Zäpfchen, Salben und Öle. Einige Abschnitte dieser Materia medica befassen sich mit der Gewinnung bzw. Herstellung von Arzneistoffen wie Schwefel und Grünspan, mit der Herkunft von Gewürzen wie Pfeffer und Ingwer oder mit der Herstellung und Lagerung von Arzneimitteln im Allgemeinen.
Unter den Rezepten finden sich einige für die damalige Zeit hochinnovative Verfahren wie der Einsatz von Herzglykosiden (Szillaren aus der Meerzwiebel) zur Kreislaufstabilisierung (Blatt 31v), der psychiatrische Einsatz von Johanniskraut oder eine antibiotische Behandlung (mit Schimmel von trockenem Käse, Blatt 31v) tiefer Wunden und Geschwüre.
Die Bücher der Rezeptsammlung (Blatt 17v bis 70v):
- 1. Buch (Blatt 17v bis 22v): vor allem auf Galen beruhender wissenschaftlicher Überlieferungsstrang der Antidotarien
- 2. Buch (Blatt 22v bis 42v): enthält nach Indikationen (Heilanzeigen) und von-Kopf-bis-Fuß geordnete, angeblich (laut Verfasser, Blatt 35v) aus einer Schrift des Arztes Caelius Aurelianus entnommene Auszüge aus der Physica Plinii[45] sowie verschiedene Tabellen und Kurztraktate. Blatt 23r enthält eine Tabelle mit den in den Rezepten verwendeten Maß- und Gewichtseinheiten.
- 3. Buch (Blatt 43r bis 50v): zum Teil nach Heilanzeigen geordnete Kurzrezepte und eingeschobene Antidote
- 4. Buch (Blatt 51r bis 56v): vor allem das Purgieren schlechter Säfte betreffende Kurz- und Vollrezepte sowie zum Teil auf Dioskurides beruhende pharmazeutisch-pharmakognostische Abhandlungen (Drei pharmakographische Kapitel über Gewürze, Kurztraktat (Blatt 54v) über Arzneigewicht und Medizinalmaße, Galenischer Traktatu über die Zubereitung bzw. Herstellung einfacher Arzneistoffe)
- 5. Buch (Blatt 57r bis 71v): systematische, aus vier Abschnitten bestehende Texteinheit (Antidotarium, Purgier-Rezepte, Salben-Rezepte, Arznei-Öle)

### Anthimus-Brief (De observatione ciborum epistula ad Theodericum regem Francorum)
Die Blätter 72r bis 75r enthalten einen Brief des Arztes Anthimus an den Frankenkönig Theuderich I., in dem gesunde Ernährung thematisiert wird.

## Wissenschaftliche Bedeutung
Das Lorscher Arzneibuch verbindet erstmals Erkenntnisse der antiken Medizin griechisch-römischer Tradition mit christlichen Glaubensinhalten und bahnte der frühmittelalterlichen Mönchsmedizin den Weg in den europäischen Wissenschaftskanon.
Das gesamte Werk kann als Zeugnis für eine Neubewertung der Medizin im Zuge der karolingischen Bildungsreform um 800 gewertet werden. Das Vorwort bietet eine Rechtfertigung gegen Vorbehalte solcher Christen, die in der Heilkunst einen unstatthaften Eingriff in den göttlichen Heilsplan sahen. Die Verteidigung leitet aus der Bibel und aus theologischen Schriften das Recht und zugleich die Pflicht ab, den Kranken mit den von Gott gegebenen Kenntnissen und Mitteln zu helfen, als ein Akt christlich gebotener Nächstenliebe. Diese Ausführungen bieten das umfangreichste und früheste argumentative Textzeugnis zur Rezeption antiker Überlieferungen im Zuge der karolingischen Bildungsreform: Sie dokumentieren den ersten nachantiken Impuls zu einem Transformationsprozess, der in der Annahme des antiken Erbes unter christlichem Vorzeichen mündete. Speziell für die Medizin wurden so die Weichen gestellt, die bis heute fortwirken in der Verbindung von säkularer Wissenschaft und einer Ethik des Helfens. Auch für diese aus dem Mönchtum stammende Innovation steht die Bamberger Handschrift.

## Werkausgaben und Übersetzungen
- Gundolf Keil (Hrsg.): Das Lorscher Arzneibuch. Band 1: Faksimile der Handschrift Msc. Med. 1 der Staatsbibliothek Bamberg. Band 2: Übersetzung […] von Ulrich Stoll und Gundolf Keil unter Mitwirkung von Albert Ohlmeyer. Wissenschaftliche Verlagsgesellschaft, Stuttgart 1989, ISBN 3-8047-1078-6.
- Ulrich Stoll: Das „Lorscher Arzneibuch“. Ein medizinisches Kompendium des 8. Jahrhunderts (Codex Bambergensis medicinalis 1). Text, Übersetzung und Fachglossar. (Philosophische Dissertation Würzburg 1989) Steiner, Stuttgart 1992 (= Sudhoffs Archiv, Beiheft 28), ISBN 3-515-05676-9. Google Books Dazu Rezension von Alf Önnerfors in: Gnomon. Kritische Zeitschrift für die gesamte klassische Altertumswissenschaft 66, 1994, S. 688–695.